# North East Line (Singapore)

Traject

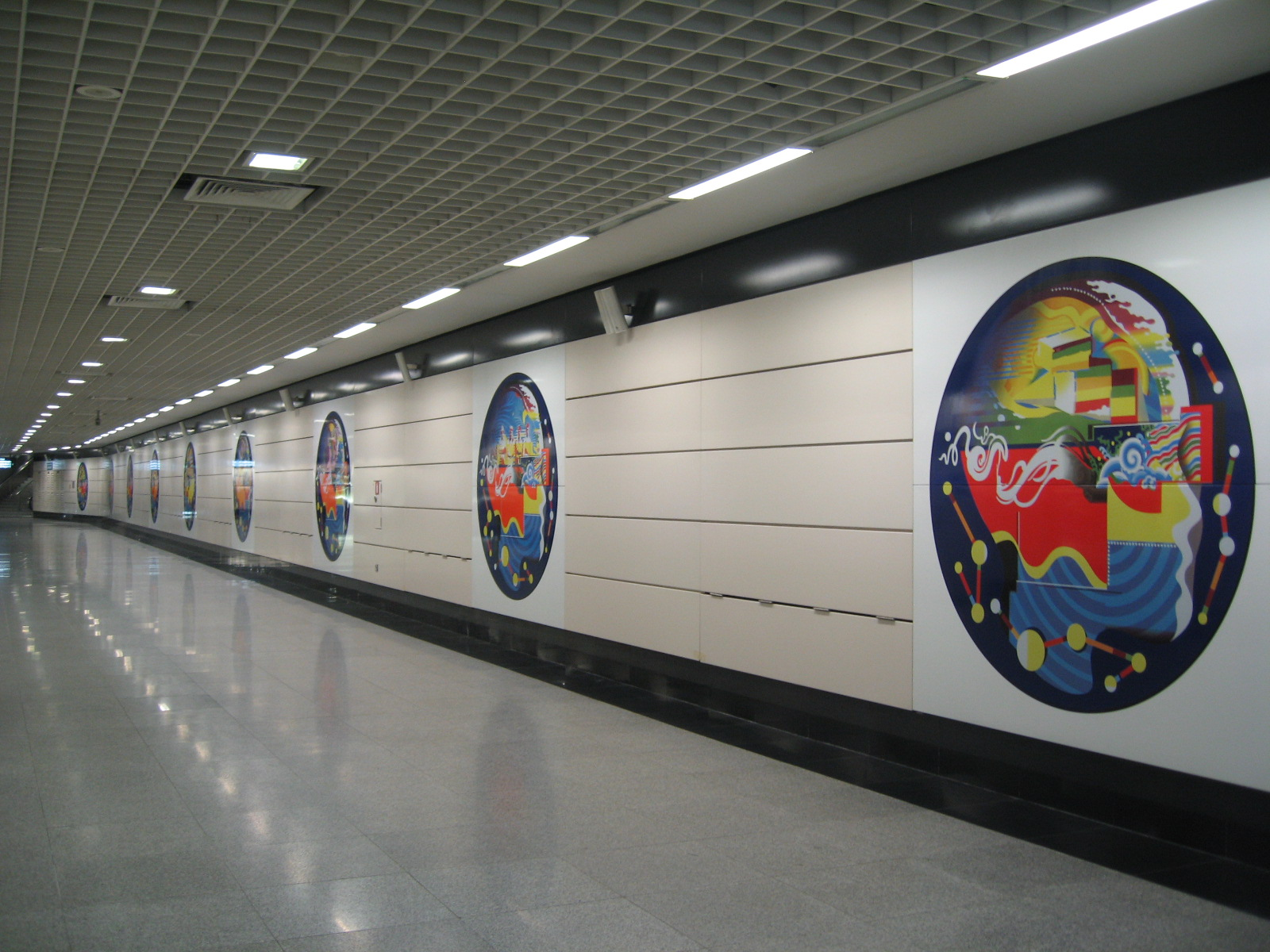
Kunst in station Outram Park.

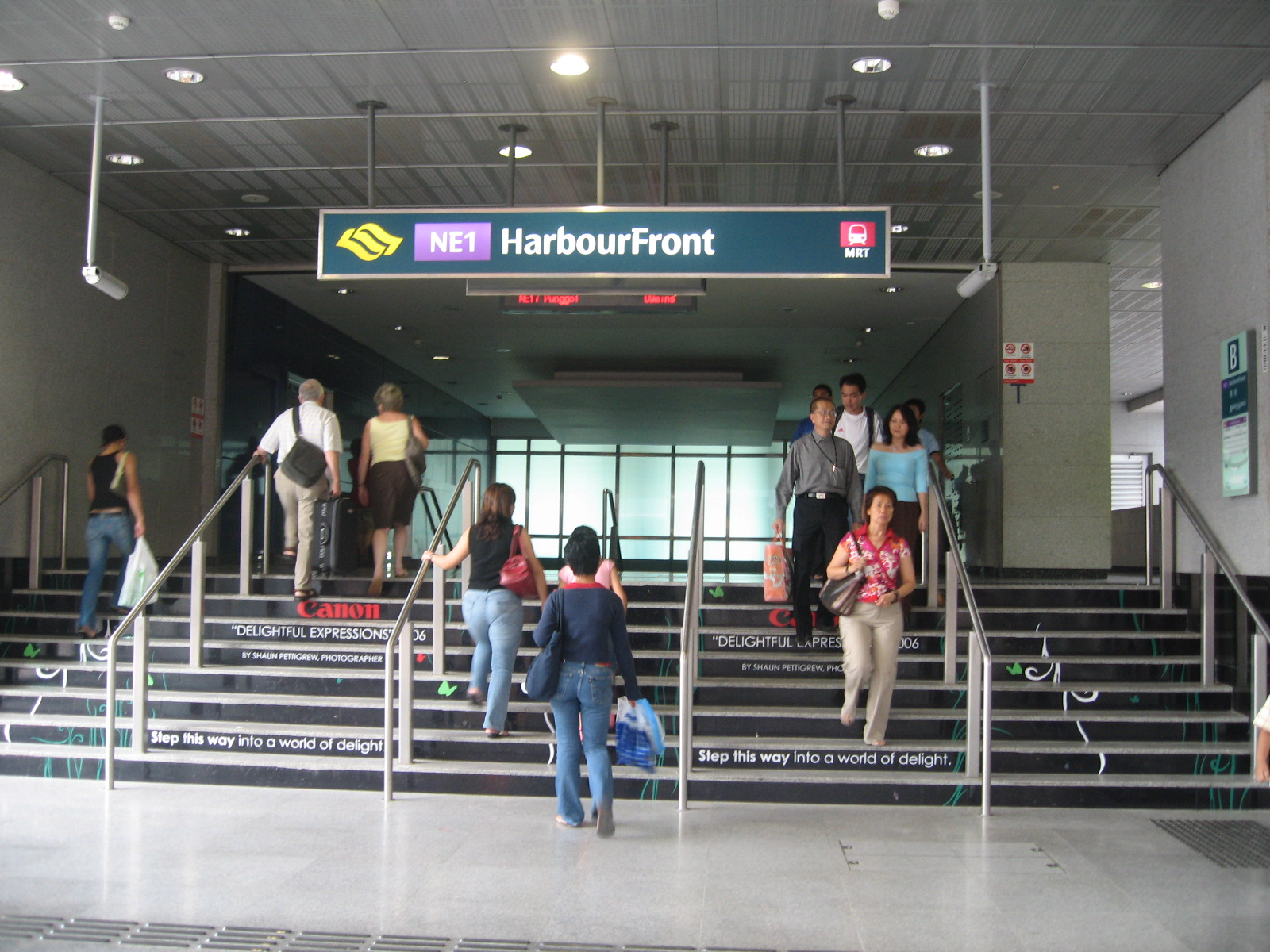
Zuidelijk eindpunt en vervoersknooppunt HarbourFront.

De North East Line (NEL) (Maleis: Laluan MRT Timur Laut; Mandarijn: 东北地铁线; Tamil: வடக்கு கிழக்கு எம்ஆர்டி வழி) is een metrolijn van het Mass Rapid Transit (MRT) netwerk in de stad Singapore. De constructie van de lijn werd gestart in 1997 en werd gecompleteerd eind 2002.

Op 20 juni 2003 werd de NEL voor reizigers in gebruik gesteld, het was de derde MRT lijn die werd geopend. Het traject is 20 kilometer lang en verbindt het noordoosten van het eiland Singapore met het stadscentrum nabij de internationale ferry-haven HarbourFront en het eiland Sentosa. 

Sinds van 21 oktober 2017, toen de Downtown Line werd uitgebreid, is het de kortste metrolijn van het MRT-netwerk. Dit blijft vervolgens ook zo na een uitbreiding in Noordelijke richting die in 2023 gepland is. De concessie voor de lijn is in handen van SBS Transit Ltd.

## De stations
| Station              | Overstapmogelijkheid |
| -------------------- | --- |
| HarbourFront (NE1)   | - Circle Line - Sentosa Express: monorail naar het eiland Sentosa. - Diverse Ferry diensten naar Indonesië, onder meer naar Batam. |
| (NE2)                | Mogelijk toekomstig station. |
| Outram Park (NE3)    | East West Line |
| Chinatown (NE4)      | Downtown Line |
| Clarke Quay (NE5)    | |
| Dhoby Ghaut (NE6)    | - North South Line - Circle Line (eindpunt zijtak).                                                                                |
| Little India (NE7)   | Downtown Line |
| Farrer Park (NE8)    | |
| Boon Keng (NE9)      | |
| Potong Pasir (NE10)  | |
| Woodleigh (NE11)     | |
| Serangoon (NE12)     | Circle Line |
| Kovan (NE13)         | |
| Hougang (NE14)       | |
| Buangkok (NE15)      | |
| Sengkang (NE16)      | Sengkang LRT |
| Punggol (NE17)       | Punggol LRT |
| Punggol Coast (NE18) | Vanaf 2023. |

## Beschrijving
De North East line is de eerste volledig geautomatiseerde ondergrondse metrolijn in Azië. De kosten van het project waren 4,6 miljard Singaporese dollar. Het huidige traject van 20 kilometer loopt volledig ondergronds. Behalve 16 stations heeft de huidige lijn een eigen depot. Het project Art in Transit werd op alle NEL-stations geïntroduceerd.

De bouw van de lijn door Chinatown was extra moeilijk omdat de bovenliggende wegen erg druk zijn en ook de fundamenten van de oude winkelhuizen (shophouses) leverden problemen op. In december 2003 werden er gemiddeld 180.000 reizigers per dag genoteerd op de NEL. Dit was beneden de verwachtingen van 250.000 reizigers. 

In de metrostellen op de lijn zijn televisietoestellen geïnstalleerd die de reizigers informeren over reistijden en ook korte films vertonen. De stellen zijn verder toegerust met onder andere een CCTV (closed circuit Television) systeem en een noodcommunicatiesysteem voor de passagiers. De treinen worden constant gevolgd vanuit een centraal operatie centrum (Operations Control Centre, OCC).

## Galerij

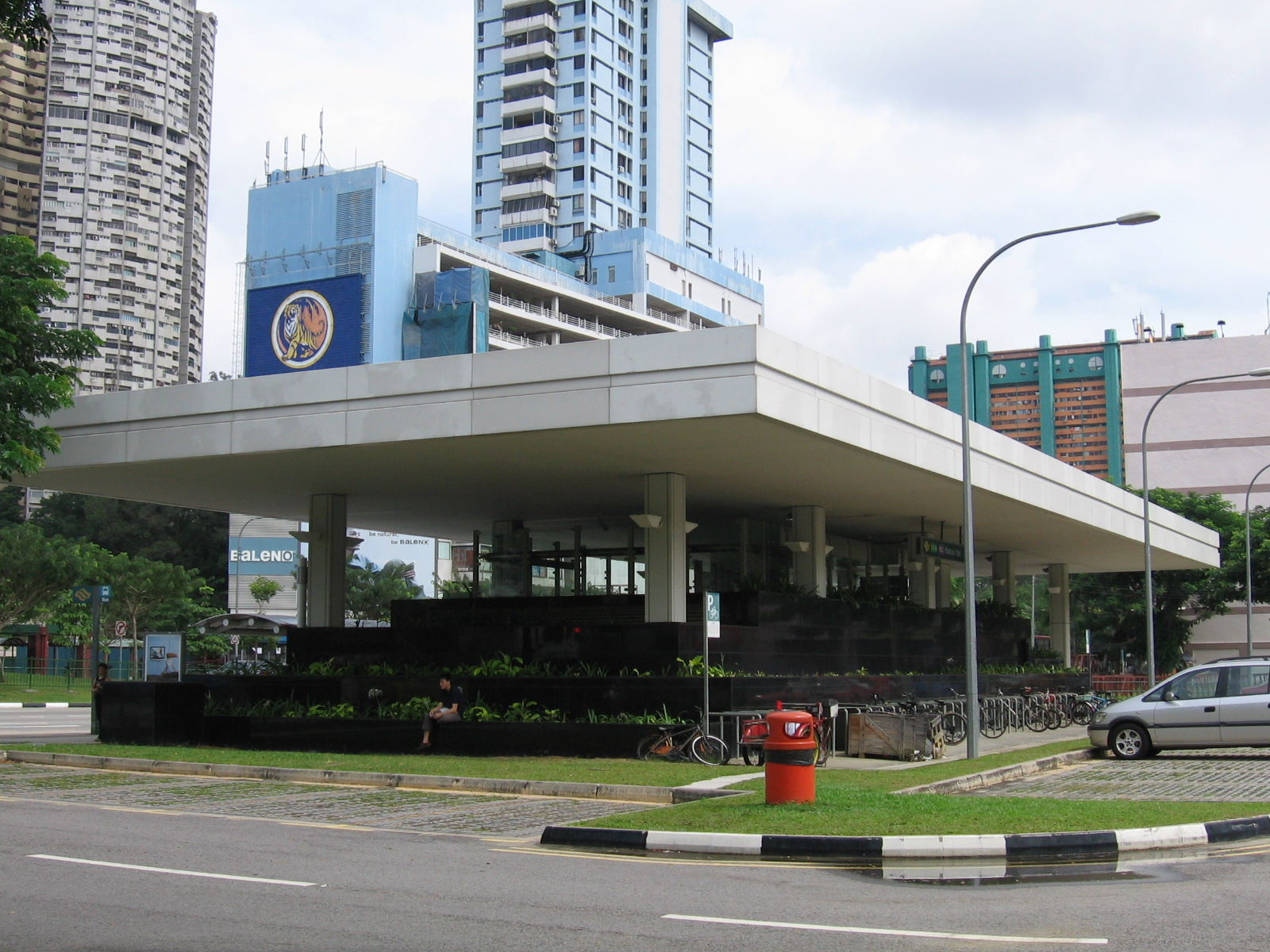
Ingang Outram Park (NE3).
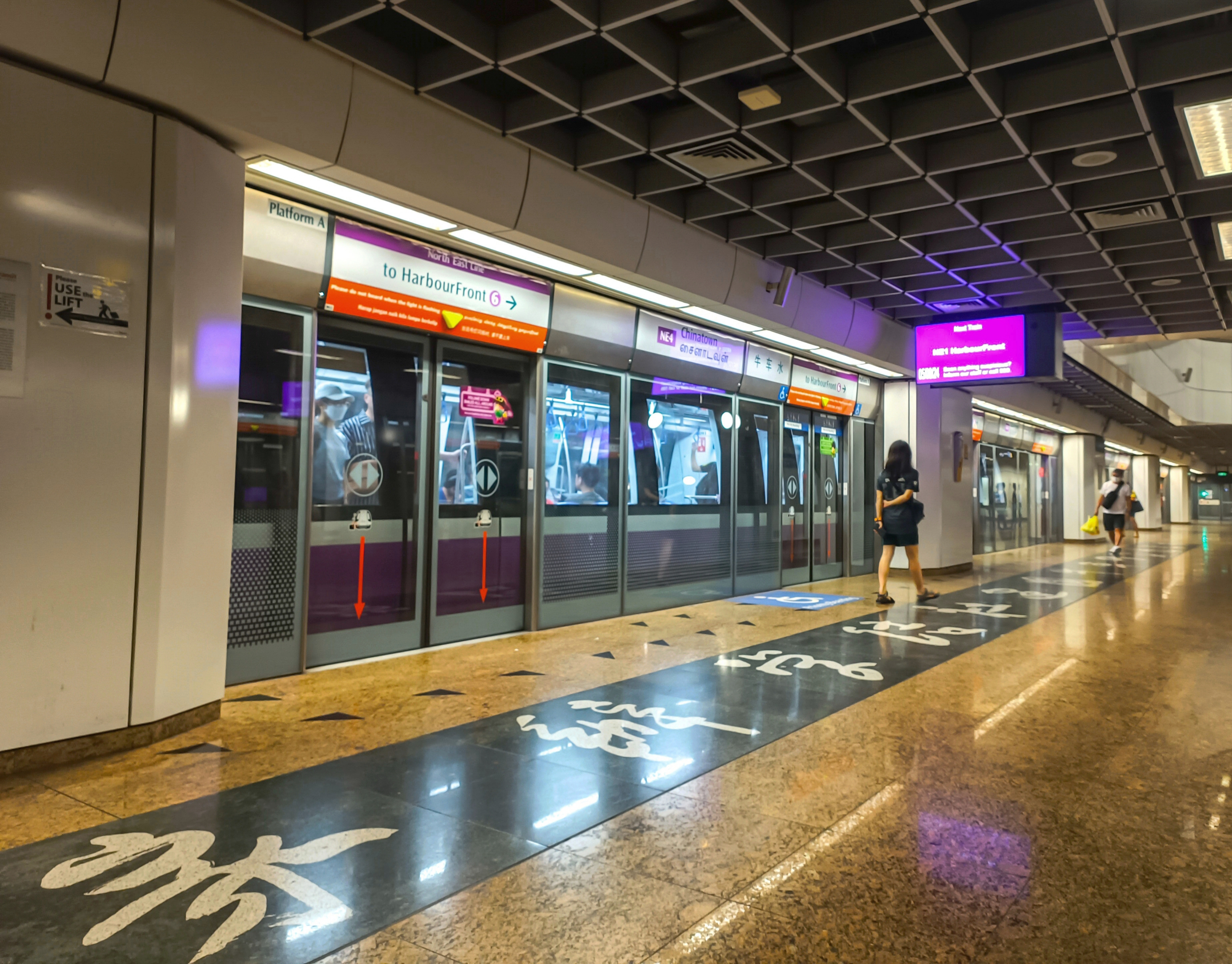
platform station Chinatown(NE4)
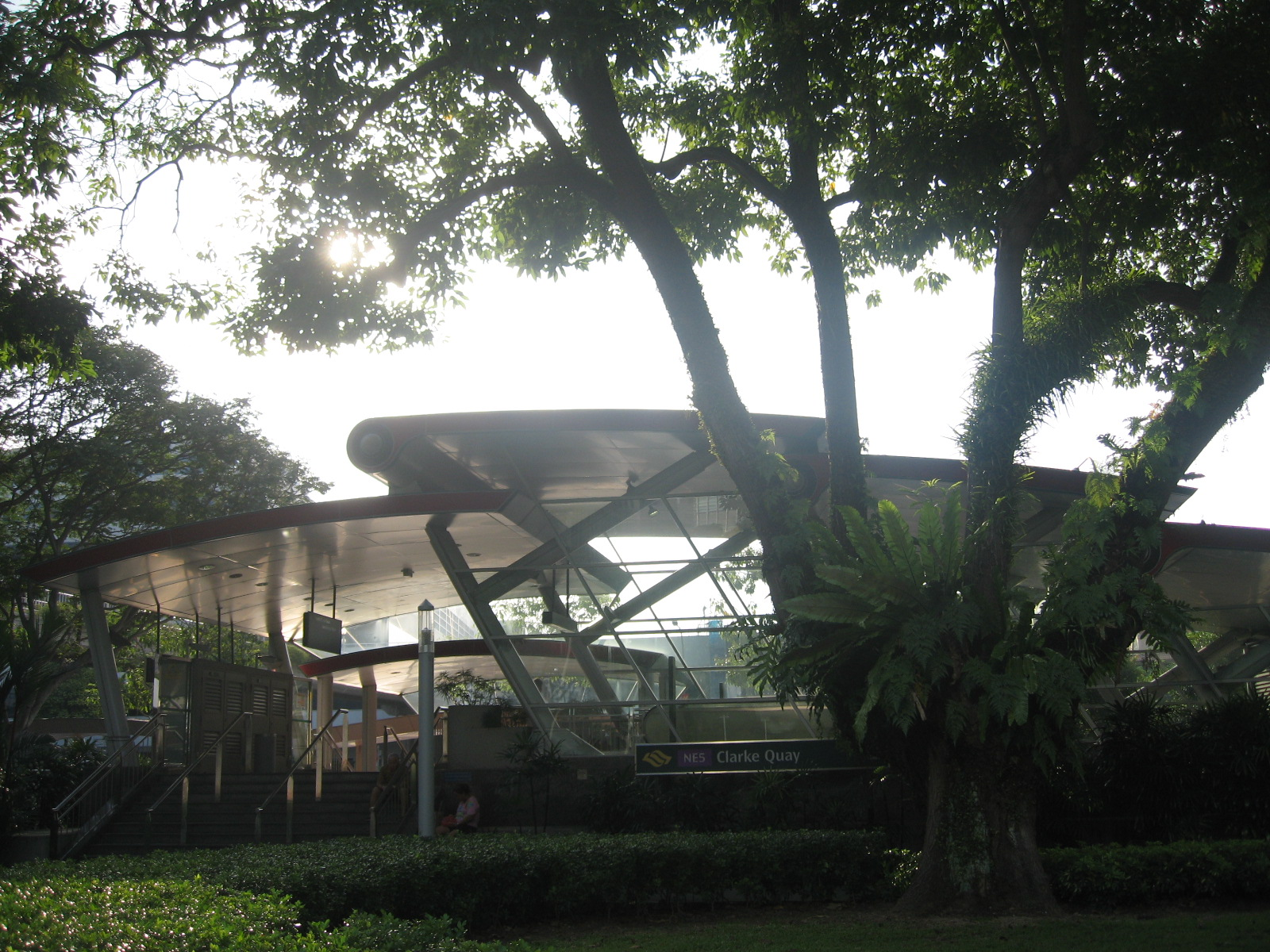
Ingang Clarke Quay (NE5)
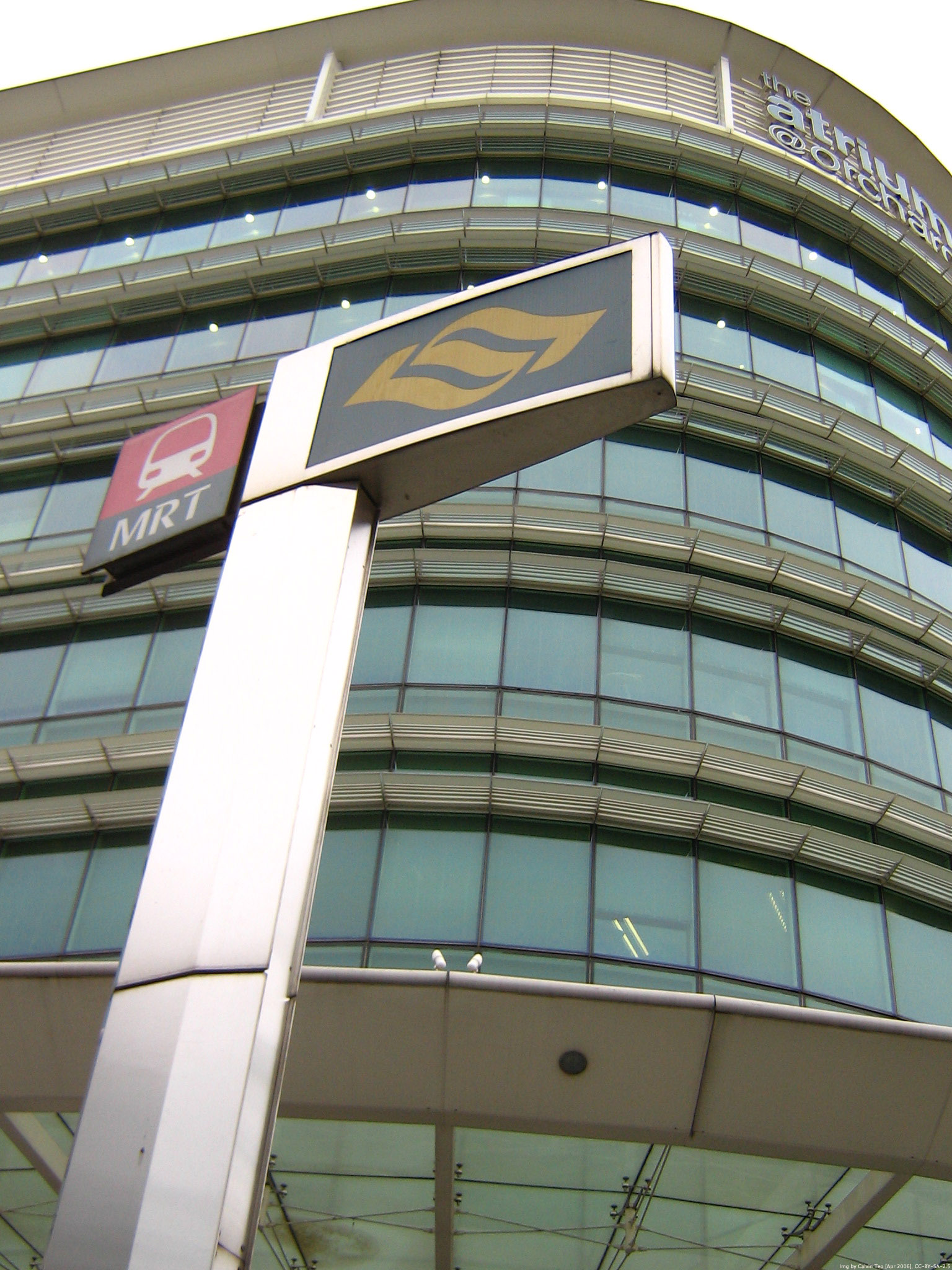
Ingang Dhoby Ghaut (NE6)
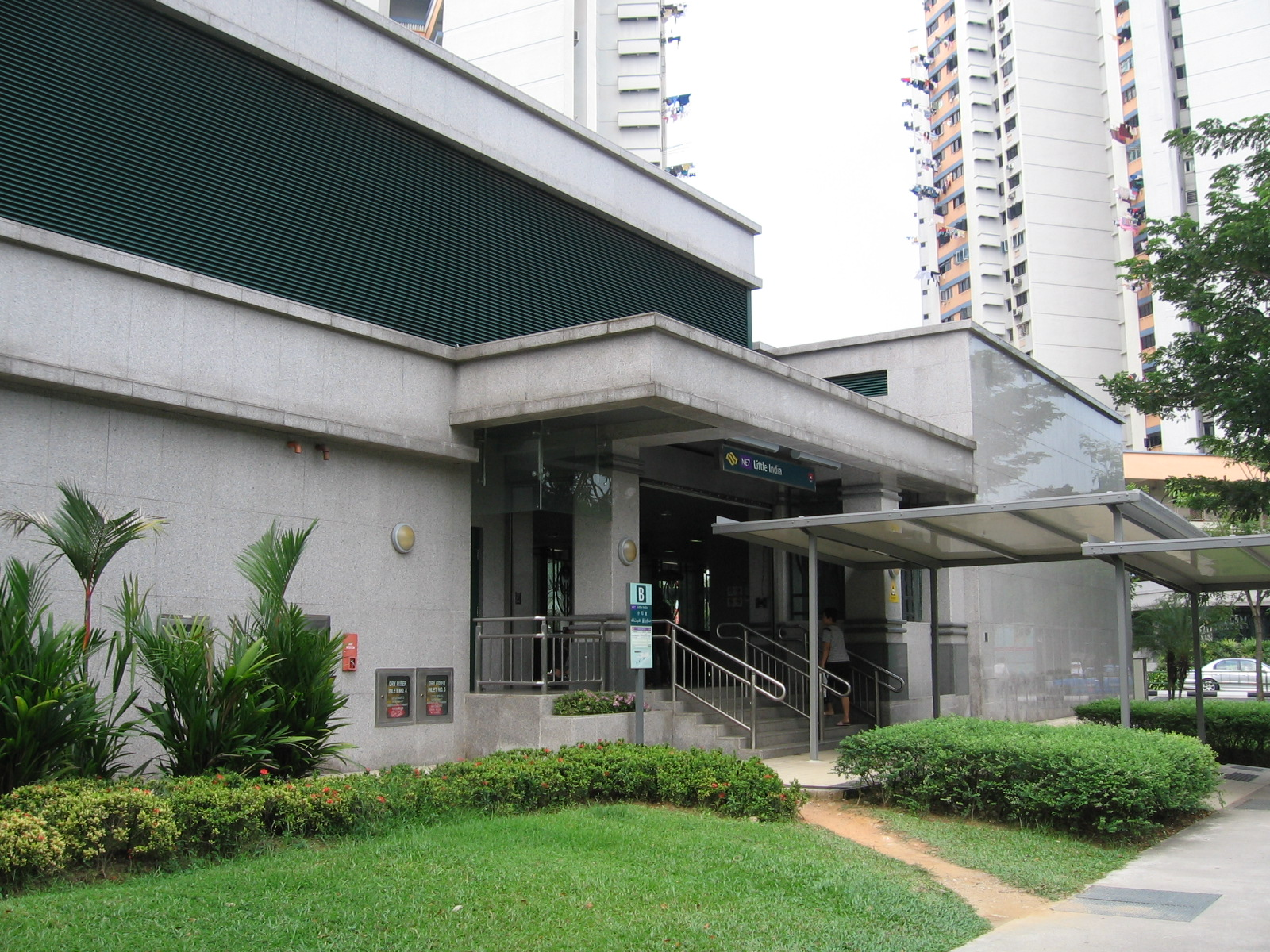
Ingang Little India (NE7)
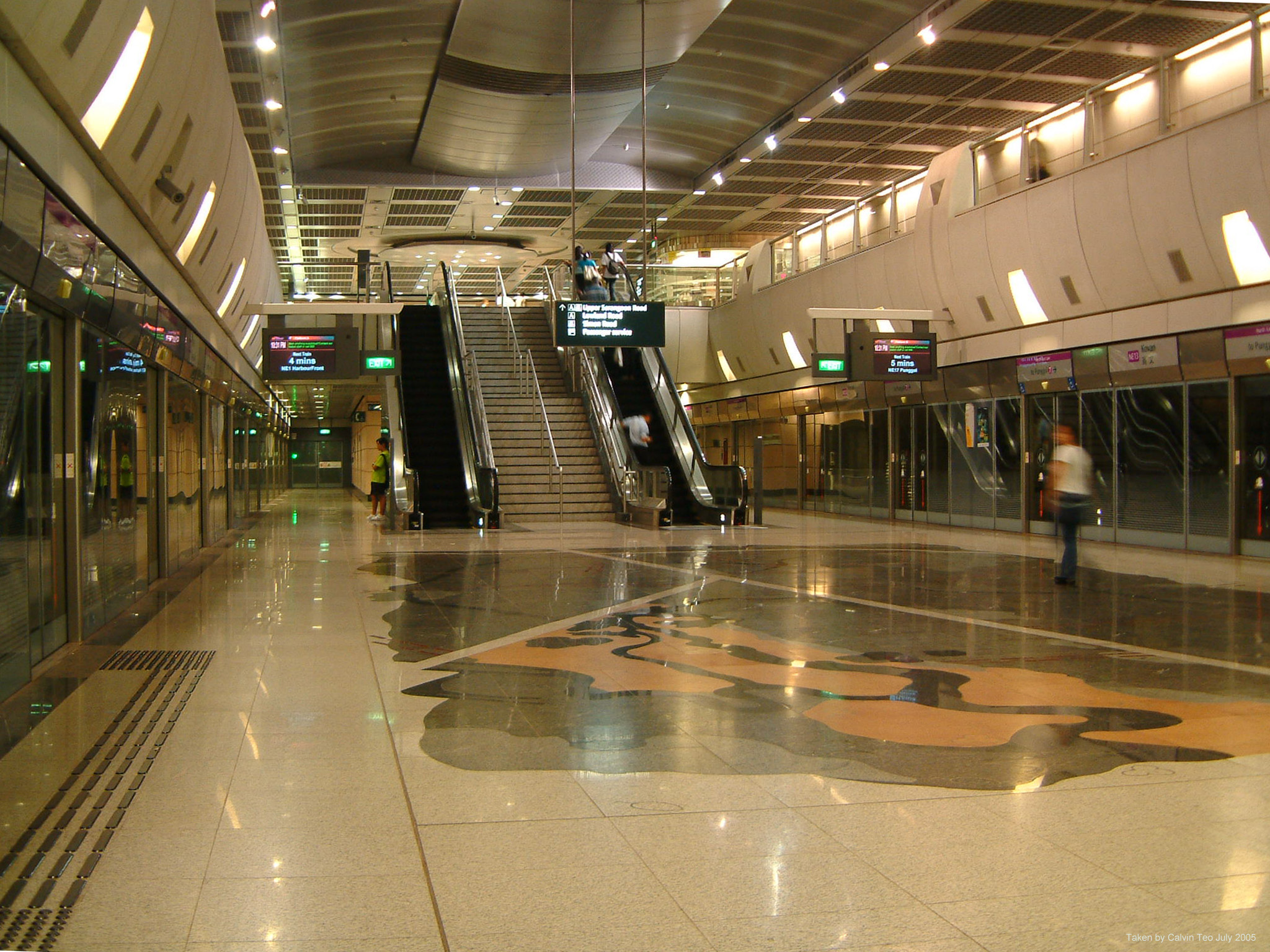
Kovan (NE13)
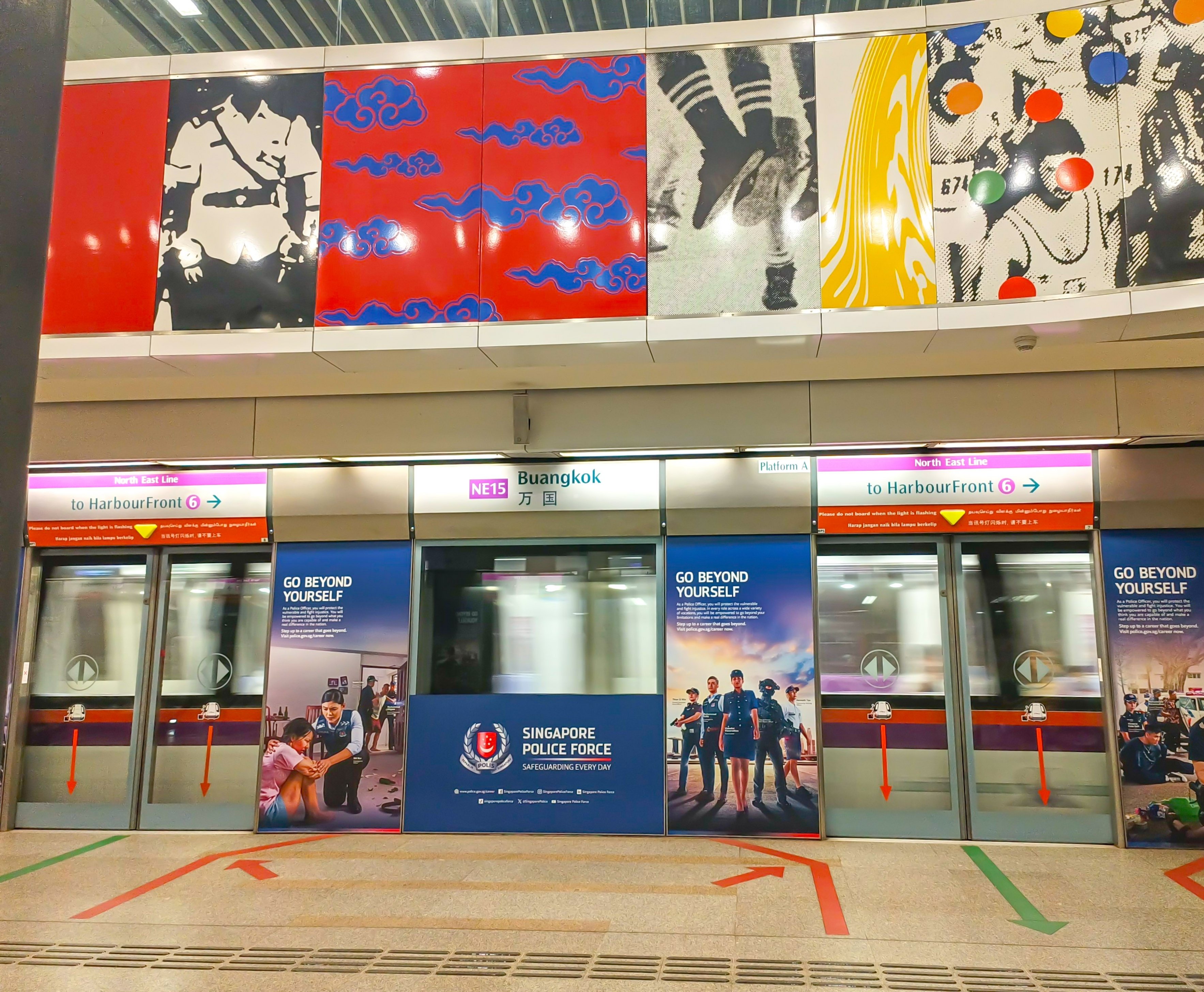
platform station Buangkok (NE15).
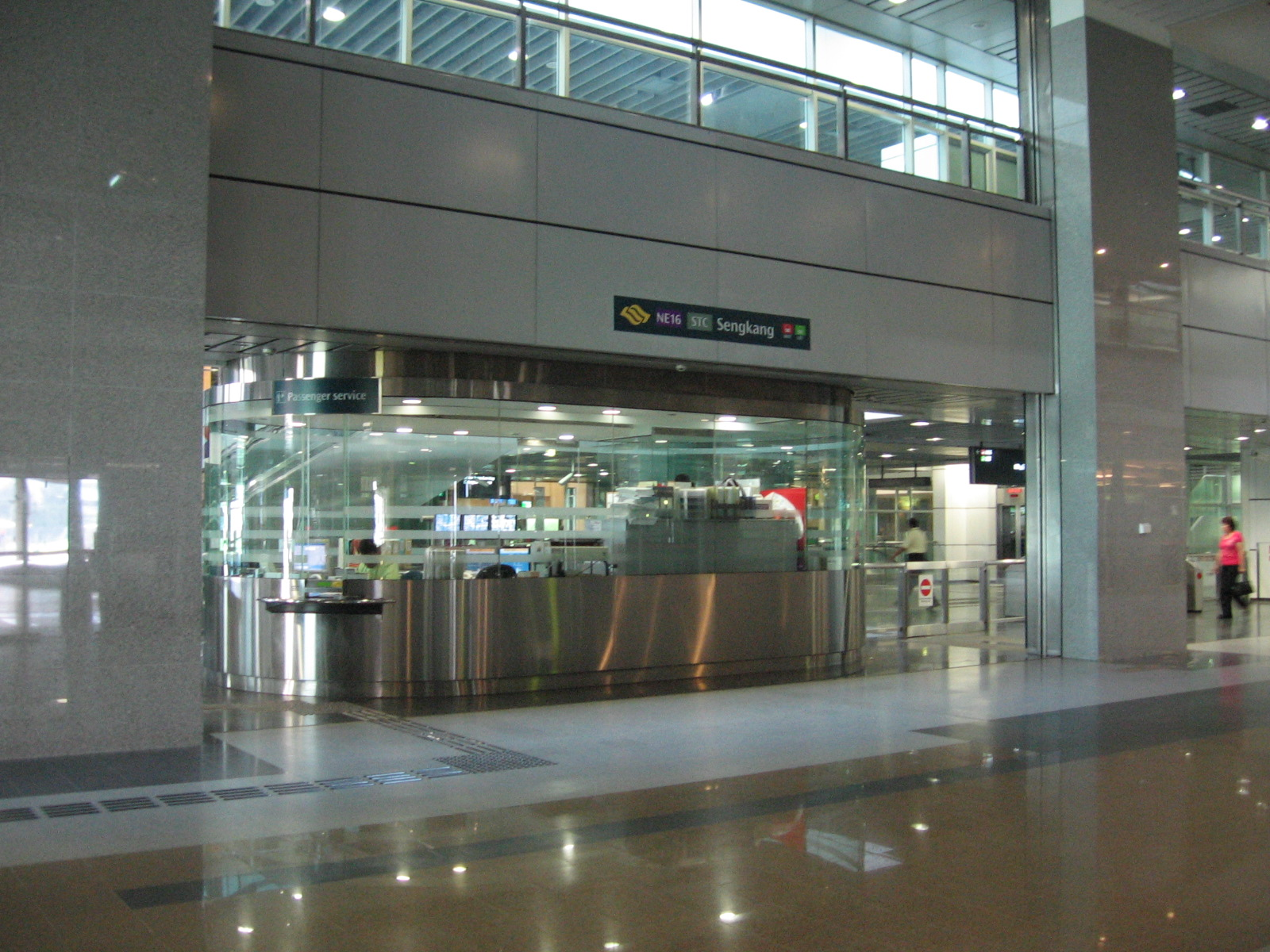
Service center op station Sengkang (NE16).
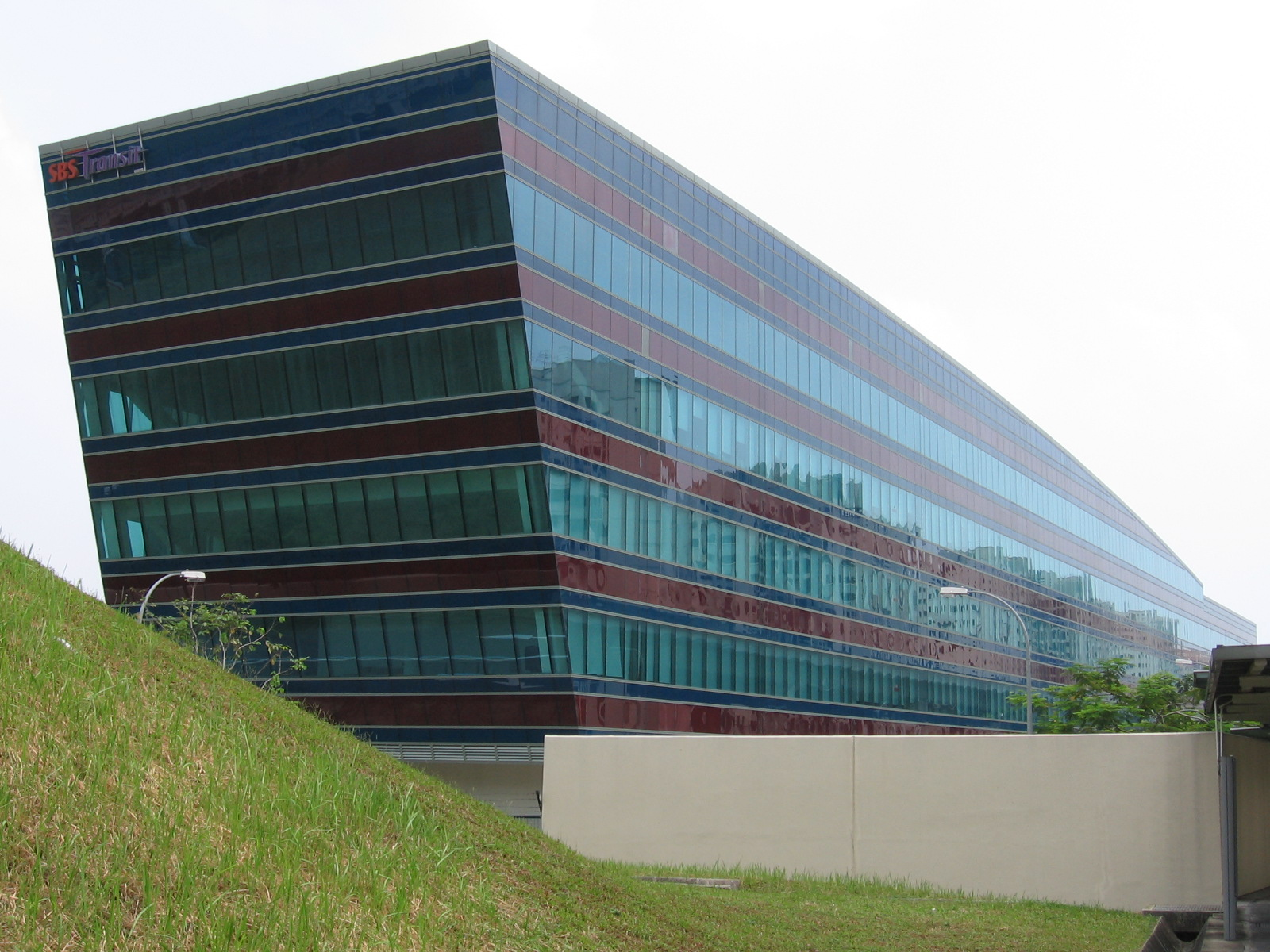
Depotgebouw Sengkang.